# Berestetjko
Berestetjko (ukrainska: Берестечко uttal (fil); polska: Beresteczko) är en stad i Volyn oblast i Ukraina. Staden ligger vid floden Styr. 

## Historia
1651 ägde slaget vid Berestetjko rum nära staden, som då var en del av Polsk-litauiska samväldet. Från 1795 fram till ryska revolutionen 1917 var staden en del av Ryssland, men tillföll därefter Polen. 1939 tillföll den Ukrainska sovjetrepubliken för att senare bli en del av det självständiga Ukraina 1991. Under andra världskriget ockuperades staden av Nazityskland som avrättade stadens judiska befolkning.